# Első Vorster-kormány
Az első Vorster-kormány a Dél-afrikai Köztársaság harmadik felelős kormánya volt. Az 1966. szeptember 13-án meggyilkolt Hendrik Verwoerd miniszterelnök utódja John Vorster lett, aki korábban rendészeti és igazságügyi miniszteri posztot töltött be Verwoerd második kabinetjében. Az 1966-os dél afrikai választásokon a Nemzeti Párt kényelmes kétharmados többséget tudhatott a magáénak, az ellenzékben lévő Egyesült Párt és Progresszív Párt közül az előbbi vezetője, De Villiers Graaff lett az ellenzék vezére a Népgyűlésben.

## A kabinet felépítése
A halványan megjelenített sorokban szereplő minisztereket a kormány mandátumának lejárta előtt leváltották.
| Poszt | Poszt                                                  | Miniszter               | Terminus             | Terminus           | Párt |
| Poszt | Poszt                                                  | Miniszter               | Kezdete              | Vége               | Párt |
| ----- | ------------------------------------------------------ | ----------------------- | -------------------- | ------------------ | ---- |
|       | Miniszterelnök                                         | John Vorster            | 1966. szeptember 13. | 1970. április 22.  | NP   |
|       | Védelmi miniszter                                      | P. W. Botha             | 1966. szeptember 13. | 1970. április 22.  | NP   |
|       | Gazdasági fejlesztésért felelős miniszter              | Jan Haak                | 1967                 | 1970. április 22.  | NP   |
|       | Gazdasági fejlesztésért felelős miniszter              | Nico Diederichs         | 1966. szeptember 13. | 1967               | NP   |
|       | Az oktatás, művészet és tudomány minisztere            | Jan de Klerk            | 1966. szeptember 13. | 1970. április 22.  | NP   |
|       | Pénzügyminiszter                                       | Nico Diederichs         | 1967. február 24.    | 1970. április 22.  | NP   |
|       | Pénzügyminiszter                                       | T. Dönges               | 1966. szeptember 13. | 1967. február 24.  | NP   |
|       | Külügyminiszter                                        | H. Muller               | 1966. szeptember 13. | 1970. április 22.  | NP   |
|       | Erdőügyi miniszter                                     | Fanie Botha             | 1968. augusztus 9.   | 1970. április 22.  | NP   |
|       | Erdőügyi miniszter                                     | F. Waring               | 1966. szeptember 13. | 1968. augusztus 9. | NP   |
|       | Egészségügyi miniszter                                 | Carel de Wet            | 1968. augusztus 9.   | 1970. április 22.  | NP   |
|       | Egészségügyi miniszter                                 | Albert Hertzog          | 1966. szeptember 13. | 1968. augusztus 9. | NP   |
|       | Belügyminiszter                                        | Lourens Muller          | 1968. augusztus 9.   | 1970. április 22.  | NP   |
|       | Belügyminiszter                                        | P. K. le Roux           | 1966. szeptember 13. | 1968. augusztus 9. | NP   |
|       | Bevándorlásügyi miniszter                              | Connie Mulder           | 1968. augusztus 9.   | 1970. április 22.  | NP   |
|       | Bevándorlásügyi miniszter                              | Alfred Trollip          | 1966. szeptember 13. | 1968. augusztus 9. | NP   |
|       | Földművelésügyi miniszter                              | J. J. Fouché            | 1968. április 10.    | 1970. április 22.  | NP   |
|       | Földművelésügyi miniszter                              | Dirk Conelius Uys       | 1966. szeptember 13. | 1968. április 10.  | NP   |
|       | Indiai ügyekért felelős miniszter                      | F. Waring               | 1968. augusztus 9.   | 1970. április 22.  | NP   |
|       | Indiai ügyekért felelős miniszter                      | Alfred Trollip          | 1966. szeptember 13. | 1968. augusztus 9. | NP   |
|       | Információsminiszter                                   | Connie Mulder           | 1968                 | 1970. április 22.  | NP   |
|       | Információsminiszter                                   | Jan de Klerk            | 1966. szeptember 13. | 1967               | NP   |
|       | Igazságügyi és börtönminiszter                         | Petrus Cornelius Pelser | ?                    | 1970. április 22.  | NP   |
|       | Igazságügyi és börtönminiszter                         | John Vorster            | 1966. szeptember 13. | ?                  | NP   |
|       | Munkaügyi miniszter                                    | Marais Viljoen          | 1966. szeptember 13. | 1970. április 22.  | NP   |
|       | Földdel kapcsolatos ügyekért felelős miniszter         | Dirk Conelius Uys       | 1966. szeptember 13. | 1970. április 22.  | NP   |
|       | Bányaügyi miniszter                                    | Carel de Wet            | 1968. augusztus 9.   | 1970. április 22.  | NP   |
|       | Bányaügyi miniszter                                    | Jan Haak                | 1966. szeptember 13. | 1968. augusztus 9. | NP   |
|       | Rendészeti miniszter                                   | John Vorster            | 1966. szeptember 13. | 1970. április 22.  | NP   |
|       | Posta-, telegráf- és telekommunikációügyi miniszter    | Matthys van Rensburg    | 1968. augusztus 9.   | 1970. április 22.  | NP   |
|       | Posta-, telegráf- és telekommunikációügyi miniszter    | Albert Hertzog          | 1966. szeptember 13. | 1968. augusztus 9. | NP   |
|       | Közmunkaügyi és közösségfejlesztési miniszter          | Blaar Coetzee           | 1968. augusztus 9.   | 1970. április 22.  | NP   |
|       | Közmunkaügyi és közösségfejlesztési miniszter          | W. Maree                | 1966. szeptember 13. | 1968. augusztus 9. | NP   |
|       | Szociális ügyekért és nyugdíjazásért felelős miniszter | Connie Mulder           | 1968. augusztus 9.   | 1970. április 22.  | NP   |
|       | Szociális ügyekért és nyugdíjazásért felelős miniszter | W. Maree                | 1966. szeptember 13. | 1968. augusztus 9. | NP   |
|       | Sportminiszter                                         | F. Waring               | 1966. szeptember 13. | 1970. április 22.  | NP   |
|       | Turisztikai miniszter                                  | F. Waring               | 1966. szeptember 13. | 1970. április 22.  | NP   |
|       | Közlekedési miniszter                                  | B. J. Schoeman          | 1966. szeptember 13. | 1970. április 22.  | NP   |
|       | Vízügyi miniszter                                      | Fanie Botha             | ?                    | 1970. április 22.  | NP   |
|       | Vízügyi miniszter                                      | Dirk Conelius Uys       | ?                    | ?                  | NP   |
|       | Vízügyi miniszter                                      | J. J. Fouché            | 1966. szeptember 13. | ?                  | NP   |

## Fordítás
Ez a szócikk részben vagy egészben  a   First Cabinet of B.J. Vorster című angol Wikipédia-szócikk ezen változatának fordításán alapul.  Az eredeti cikk szerkesztőit annak laptörténete sorolja fel. Ez a jelzés csupán a megfogalmazás eredetét és a szerzői jogokat jelzi, nem szolgál a cikkben szereplő információk forrásmegjelöléseként.